# فسفید تیتانیوم (II)
فسفید تیتانیوم(II) (به انگلیسی: Titanium(III) phosphide) با فرمول شیمیایی TiP یک ترکیب شیمیایی است. که جرم مولی آن 78.841 g/mol می‌باشد. شکل ظاهری این ترکیب، بلورهای خاکستری است.